# Sporophiala prolifica
Sporophiala prolifica är en svampart som beskrevs av P.Rag. Rao 1970. Sporophiala prolifica ingår i släktet Sporophiala, divisionen sporsäcksvampar och riket svampar.   Inga underarter finns listade i Catalogue of Life.